# Агарак (Росія)
Агара́к (рос. Агарак) — село (колишнє селище) у складі Юргінського району Тюменської області, Росія.
Населення — 383 особи (2010, 503 у 2002).
Національний склад станом на 2002 рік:
- росіяни — 97 %